# Věznice Bělušice
Věznice Bělušice se nachází v Ústeckém kraji 13 kilometrů od statutárního města Mostu v katastru obce Bělušice, jejíž dominantou je vrch Bělouš. 

## Historie
Vznikla v roce 1958 jako pobočka tehdejší věznice v Libkovicích. Zpočátku ji tvořily dřevěné montované ubytovny, areál se postupně rozšiřoval i o zděné budovy. Samostatným subjektem se věznice stala v roce 1962. Vězni byli zpočátku zaměstnáváni v zemědělství, v 80. letech pak pracovali i ve stavebnictví, strojírenství a v dalších oborech. V 90. letech prošla věznice celou řadou personálních i investičních změn.

## Charakteristika zařízení
Svou profilací se Věznice Bělušice řadí mezi věznice s ostrahou pro výkon trestu mužů s délkou trestu do 15 let. Její ubytovací kapacita je 577 míst, vězni jsou ubytováni ve společných ložnicích s průměrným počtem 6 lůžek. Věznici se daří zaměstnávat více než 140 odsouzených, z toho dvě třetiny u soukromých firem a třetinu ve vnitřním provozu. Příležitostně jsou odsouzení zařazováni do sezónních brigád v zemědělství podle požadavku soukromých zemědělců. 
Ve Věznici Bělušice pracuje přes 250 zaměstnanců, z toho je více než 150 příslušníků  Vězeňské služby České republiky. Ostatní jsou občanští zaměstnanci. 
Program zacházení s odsouzenými obsahuje 80 aktivit. V pracovních aktivitách jde například o dřevomodelářský a zahrádkářský kroužek, mezi vzdělávacími aktivitami jsou to kroužky cizích jazyků, matematiky, zeměpisu a dějepisu. Odsouzení se rovněž vychovávají k toleranci a protirasistickým postojům. Vyučují se zde základy dopravních předpisů. Speciálně-výchovné aktivity zahrnují relaxaci, arteterapii, sociální výcvik a práci s drogově závislými. Zájmové aktivity naplňují kroužky sportovní, akvaristický a teraristický. Velmi populární jsou vědomostní a sportovní soutěže. Věznici pravidelně navštěvují zástupci církví a Armády spásy.